# 김건 (가수)
김건 또는 자건(Zagun)은 대한민국의 래퍼이다. Melodian, Downhill 등의 팀으로 활동한 적 있으나 현재는 아무 팀에 소속되어있지 않다. 과거 사용했던 이름인 자건이라는 이름은 自建, 즉 스스로 세운다는 뜻이다.

## 바이오그래피

### 솔로 활동
자건이 본격적으로 음악에 뜻을 두게 된 것은 1999년 클럽 MP의 공연에서 우연히 프리스타일을 했을 때부터이다. 그당시 좋은 반응을 받은 그는 자신의 실력에 자신감을 가지고, 2001년에 신구대학교에 입학, 랩 동아리인 Da Track에 가입하게 된다. 이때 나중에 NE Style을 결성하게 되는 멤버인 신건을 만나게 된다. 신건의 1집 발매 이후 스페셜 공연 때 게스트 자격으로 무대에 선 그는 클럽 Krayzie 측에서 Da Track과 함께 정기공연 제의를 받게 되나 Da Track 멤버들의 개인 사정으로 기회를 놓친다. 이때부터 Zagun은 학교를 휴학하고 본격적으로 음악작업에 몰입한다.
이후 신건을 통해 한남잭슨의 부틀렉 앨범에 참여하여 자신의 이름을 알린 Zagun은, 2003년 12월 첫 EP 앨범 Preway를 발표한다. 이 앨범 발매 후 그는 군입대를 하였고, 신건과 휴가가 겹칠 때 "Gun Two" 등의 특별 공연을 선보였다. 또 그의 곡은 MP HIPHOP 2004 Change the Game 앨범에 수록되었다.

### 제대 후
군 제대 이후 그는 Dokkebeez의 일원으로서 "NE Style"으로 이름을 고치고, 신건 (당시 Mikizone으로 개명)과 듀오를 결성할 것을 발표한다. 그리고 2006년 12월, 그들은 이름을 원래대로 신건과 Zagun으로 바꾼 뒤, NE Style이라 이름 붙여진 듀오로 컴백하였다.
2008년 11월 그는 솔로 EP를 작업 중이라 밝혔으며, 발표는 대략 2009년 1월 중이 될 것 같다고 하였다. 이 앨범은 오랫동안 나오지 않았으나 2009년 10월까지 세 곡을 공개했으며, 앨범 작업이 끝나기 전 GLV와 프로젝트 싱글을 발표할 계획이라고 밝혔다. 2010년 8월에는 신건의 킹콩뮤지션즈를 통해 이 앨범이 발매될 것이라는 새 소식이 들려왔다. 그리고 9월, 자건의 이전과 사뭇 다른 스타일을 담은 EP 앨범이 발매되었다.

### 2010년 후
2010년 12월 그는 GLV와 팀 Downhill을 결성하였으며, 1월 12일 싱글을 발표하였다. 이후로 그의 활동 모습은 찾아보기 어려웠으나, 2013년 5월에는 김건이라는 이름으로 신건과 Melodian이라는 프로젝트 그룹을 결성, 싱글을 발표하였다.
대표곡: Follow Me, 루희, 바다가 고향

## 디스코그래피
- 2003년 12월 12일 EP Preway
- 2010년 9월 17일 EP Desk Process
- 2011년 1월 4일 Online Single Tracks (온라인 싱글)
- 2011년 1월 26일 EP ZANGUN

## 스타일
스스로를 "칼집 난 꾀꼬리"라고 부르는 그는, 그 누구와도 차별화되는 독특한 하이톤 목소리를 가지고 있다. 또한 정박의 랩에서 벗어나 엇박에 가까운 랩을 구사한다. 이 랩 스타일은 신건과 대비되어, NE Style 활동 시절의 특별한 조화를 만들어내는 데 공헌하였다.